# João da Silva (Portalegre)
D. João da Silva (ca. 1525 — Coimbra, Fevereiro de 1573) foi um nobre português.
Filho primogénito e herdeiro presuntivo de D. Álvaro da Silva, Conde de Portalegre, Mordomo-mór dos Reis D. Sebastião e D. Henrique. A sua mãe era D. Filipa de Vilhena, filha do Marquês de Ferreira, primo do Duque de Bragança. Do lado paterno descendia de uma nobreza de linhagem antiquíssima, dita imemorial, que remontava em linha varonil aos Silvas da corte de Afonso VI de Leão no século XI. Do lado materno, descendia da família aristocrática mais poderosa do Reino de Portugal.
Único filho varão e herdeiro da casa e morgadios de seu pai, D. João da Silva casou em primeiras núpcias com uma dama da pequena nobreza, Luísa de Albuquerque, filha de António de Brito, Governador da Mina e de Isabel de Albuquerque, filha do Senhor do Prado e irmã do célebre Governador da Índia Martim Afonso de Sousa. Não houve descendência deste casamento, que terminou com a morte precoce de Isabel de Albuquerque. Em 1550, com cerca de 25 anos, já D. João da Silva havia desposado a sua segunda mulher D. Margarida da Silva, filha de D. Garcia de Almeida, Fidalgo e Comendador da Ordem de Cristo e primeiro Reitor da Universidade de Coimbra após a outorgação dos seus terceiros estatutos em 1503. D. Margarida da Silva foi aia da Rainha D. Catarina de Áustria, mulher do Rei D. João III.
Apenas deixou uma filha deste segundo casamento, D. Filipa da Silva, que viria a herdar a casa e senhorios do seu avô devido à morte precoce de seu pai.